# Papa play-boy
Pour plus de détails, voir Fiche technique et Distribution.
Papa play-boy (A Global Affair) est un film américain de Jack Arnold, sorti en 1964.

## Fiche technique
- Titre original : A Global Affair
- Titre français : Papa play-boy
- Réalisation : Jack Arnold
- Scénario : Bob Fisher, Charles Lederer et Arthur Marx d'après une histoire d'Eugene Vale
- Production : Hall Bartlett, Bernard Schwartz producteur exécutif et Eugene Vale producteur associé
- Société de production : Seven Arts Productions et Metro-Goldwyn-Mayer
- Musique : Dominic Frontiere
- Photographie : Joseph Ruttenberg
- Montage : Bud Molin
- Direction artistique : E. Preston Ames et George W. Davis
- Décors : Henry Grace et Charles S. Thompson
- Costumes : Bill Thomas
- Pays d'origine : États-Unis
- Langue : anglais
- Format : Noir et blanc - 35 mm - 2,00:1 - Son : mono (Westrex Recording System)
- Genre : Comédie
- Durée : 84 minutes
- Dates de sortie :
  - États-Unis : 30 janvier 1964

## Distribution
- Bob Hope : Frank Larrimore
- Michele Mercier : Lisette
- Elga Andersen : Yvette
- Yvonne De Carlo : Dolores
- Miiko Taka : Fumiko
- Robert Sterling : Randy
- Nehemiah Persoff : Segura
- John McGiver : Snifter
- Jacques Bergerac : Duval
- Mickey Shaughnessy : Officier de police Dugan
- Liselotte Pulver : Sonya
- Baby Monroe : Nonnie
- Rafer Johnson : Représentant du Nigeria
- Rodolfo Hoyos Jr. : Représentant de l'Espagne
- Georgia Hayes : Jean
- Hugh Downs : Lui-même - Présentateur TV
- Edmon Ryan : Gavin